# Medalha de Honra de Cárdenas
A Medalha de Honra de Cárdenas (em inglês:  Cardenas Medal of Honor) foi uma condecoração aprovada por ato do Congresso dos Estados Unidos em 3 de maio de 1900 (31 Stat. 716, 56º Congresso). O prêmio reconhece a tripulação do USRC Hudson, que mostrou bravura em ação na Batalha de Cárdenas durante a Guerra Hispano-Americana.

## Agraciamento
O estatuto de concessão da medalha é o seguinte:
Resolvido pelo Senado e pela Câmara dos Representantes dos Estados Unidos da América reunidos no Congresso, que em reconhecimento à bravura do Primeiro-Tenente Frank H. Newcomb, do Serviço de Cúters da Receita, comandando o cúter da receita Hudson, seus oficiais e os homens de seu comando, por sua bravura intrépida e heróica na ação em Cardenas, Cuba, no dia onze de maio de mil oitocentos e noventa e oito, quando o Hudson resgatou o torpedeiro naval dos Estados Unidos Winslow em face de um fogo terrível dos canhões do inimigo, o Winslow sendo incapacitado, seu capitão ferido, seu único outro oficial e metade de sua tripulação mortos. O comandante do Hudson manteve seu navio bem no centro do fogo mais intenso da ação, embora em constante perigo de encalhar por causa das águas rasas, até que finalmente conseguiu prender um cabo ao Winslow e rebocou o navio para fora do alcance dos canhões inimigos. Em comemoração a este notável ato de heroísmo, fica por meio deste decretado que o Secretário do Tesouro seja autorizado e instruído a fazer com que seja e apresente ao Primeiro-Tenente Frank H. Newcomb, do Serviço de Cúters da Receita, uma medalha de ouro, e a cada um dos seus oficiais uma medalha de prata e para cada membro de sua tripulação uma medalha de bronze.

## Aparência
Uma medalha de ouro foi feita para Newcomb, quatro de prata para os oficiais e 17 de bronze para os homens do Hudson. A medalha foi desenhada por Charles E. Barber. O anverso da medalha representa Vitória usando um boné alado. Na mão direita ela segura uma espada e na esquerda um ramo de oliveira. Ao fundo está a cena do Hudson amarrando-se ao Winslow. Na parte inferior está a inscrição CARDENAS 11 DE MAIO DE 1898.
O reverso da medalha traz a inscrição em onze linhas:
RESOLUÇÕES CONJUNTAS DO CONGRESSO APROVADAS EM 3 DE MAIO DE 1900. EM RECONHECIMENTO À GALANTERIA DOS OFICIAIS E DOS HOMENS DO HUDSON QUE, EM FACE DE FOGO TERRÍVEL, REBOCOU O WINSLOW PARA FORA DO ALCANCE DOS CANHÕES DO INIMIGO.
À direita da inscrição encontra-se uma figura feminina nua segurando um cinzel e um martelo, à esquerda uma folha de palmeira e um ramo de louro. Na parte inferior há uma placa ladeada por louros onde estão gravados os nomes e postos dos agraciados.
A medalha foi originalmente cunhada como uma medalha de mesa não vestível de 3 e 1/8 de polegada de diâmetro. Também foi acompanhada por uma medalha vestível com 1 e 1/4 de polegadas de diâmetro. Ambas as medalhas foram feitas pela Casa da Moeda dos EUA em 1902. A versão vestível apresenta um broche retangular com a inscrição CARDENAS. O broche é feito do mesmo metal do pingente, ou seja, ouro, prata ou bronze, conforme o caso. A fita amarela flanqueada por duas listras azuis reflete o mesmo esquema de cores das fitas reeditadas usadas para as Medalhas da Marinha e do Corpo de Fuzileiros Navais das Índias Ocidentais e da Campanha contra a Espanha. A Medalha de Honra de Cárdenas aparece nos regulamentos sobre ordem de uso já em 1930.